# François de Closets
François de Closets, né le 25 décembre 1933 à Enghien-les-Bains, est un journaliste et essayiste français.
Pour la presse écrite, il collabore successivement à l'AFP, à Sciences et Avenir, à L'Express, au Nouvel Observateur, etc. A la télévision, il produit des émissions pendant une trentaine d’années, sur TF1 puis sur France 2. Spécialisé, dans un premier temps, dans les questions scientifiques, il se consacre ensuite à l’économie et à la santé, ainsi qu'à la communication et à la culture, avant de revenir à la science, sujets qu'il traite en vulgarisateur mais aussi en polémiste. Il a consacré une vingtaine d’essais à la société française dont plusieurs furent des best-sellers.

## Biographie

### Famille
La famille Pierre de Closets fait partie des familles subsistantes d'ancienne bourgeoisie d'origine normande, dont la branche ainée s'établit en Champagne au XVIIIe siècle, puis en Inde française. Elle donna notamment une dynastie d’ingénieurs qui a fait fortune dans la vie coloniale aux Indes.

### Jeunesse et formation
Le métier de professeur d'anglais de son père Louis-Xavier de Closets, également peintre, ne lui permet pas de subvenir à sa famille de huit enfants. Sa mère Marie-Antoinette Masson, femme sévère issue de la bourgeoisie catholique, lui apprend la frugalité.
François de Closets quitte la demeure familiale d'Enghien-les-Bains à 17 ans, fait des études de droit, mais suit peu les cours, étudiant intensément deux mois pour obtenir ses diplômes et vit la bohème les 10 mois restants en s’adonnant à la poésie, au théâtre, au cirque amateur où il prend le rôle du clown blanc avec Francis Schoeller, devenu directeur du Cirque de Paris. Il rejoint l'Institut d'études politiques de Paris dont il est diplômé en 1958. Il mène en parallèle une double carrière de journaliste et d'écrivain.

### Journaliste
Il entre comme grouillot à l'Agence France-Presse (AFP) en 1961. L'année suivante, il est envoyé spécial en Algérie. À son retour, il se spécialise dans l'information scientifique, activité qu’il prolonge par une collaboration régulière au magazine Sciences et Avenir. En 1964, en allant à l'AFP rencontrer Jean-Paul Sartre, il apprend en exclusivité que celui-ci refuse le prix Nobel de littérature qui vient de lui être décerné. En 1965, à l’invitation d'Édouard Sablier, il quitte l'AFP pour rejoindre la télévision. Il présente l'information scientifique au journal télévisé tout en poursuivant son travail à Sciences et Avenir. 
Pendant la grève des techniciens et journalistes de l'ORTF en mai-juin 1968, il se fait élire parmi les représentants au cours d'une assemblée générale à laquelle participent 200 non-syndiqués ; il rencontre à deux reprises le ministre de l'Information, Georges Gorse, pour demander une réforme citoyenne : la séparation du pouvoir et de la télévision. Licencié juste après, il collabore à L'Express et entame la rédaction de ses premiers livres.
En 1970, il apparaît deux fois dans Volume animée par Marc Gilbert. La même année, il est rappelé à la télévision par Pierre Desgraupes. En 1972, il fait une apparition au cinéma dans le film Un cave, où il intervient, sous son propre nom, comme journaliste-expert en sécurité.
Dans les années suivantes, il se détourne des questions scientifiques pour se consacrer aux problèmes économiques. En 1978, il produit sur TF1, en compagnie d'Emmanuel de La Taille et Alain Weiller, le magazine économique L'Enjeu. Il publie également critiques et chroniques dans Le Nouvel Observateur puis à L'Événement du jeudi.
En 1977-1978, sur France Inter, il crée Les Scénarios du futur, émission de prospective fondée sur des nouvelles d’anticipation.
En 1987, il lance sur TF1 Médiations, avec Richard Michel et Jean-Marie Perthuis. L'émission, consacrée aux problèmes de société, se veut un lieu de propositions et pas seulement de discussions. C’est ainsi que le Parlement a reculé le départ de la prescription pénale pour les crimes sexuels sur mineurs de la date des faits à la majorité de la victime après que cette mesure a été demandée dans l'émission.
En juillet 1992, François de Closets quitte TF1. Il rejoint Antenne 2 puis France 2 pour créer des émissions médicales avec Martine Allain-Regnault et scientifiques avec Roland Portiche. En 2000, il arrête la présentation de Savoir plus santé pour se consacrer uniquement aux Grandes énigmes de la science. Il quitte France 2 en 2006. Depuis lors, il intervient sur différents médias (La Chaîne parlementaire, Europe 1, CNews, France 3, LCI, etc.).

### Écrivain, essayiste

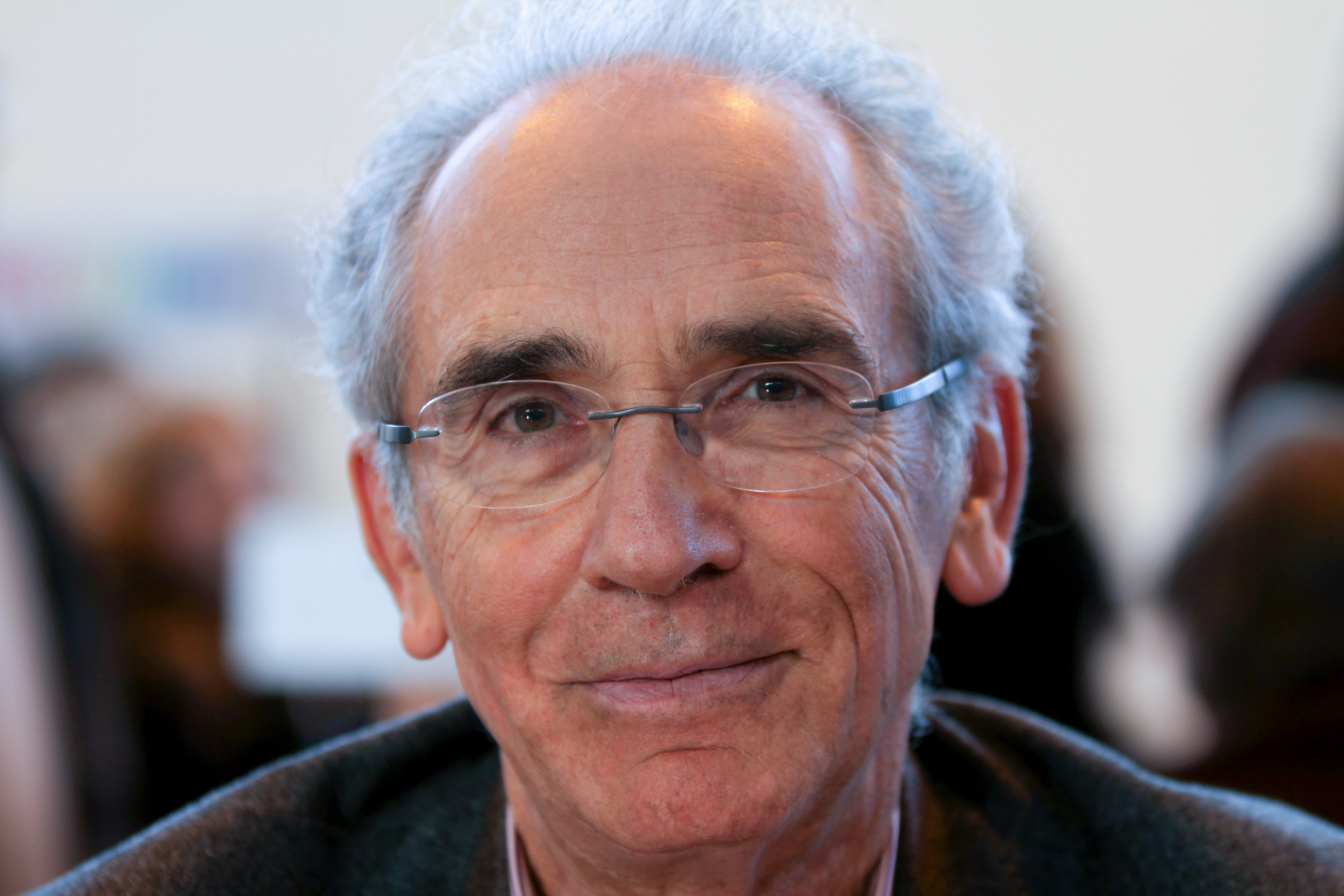
François de Closets en 2010 au Festival du livre et de la bande dessinée de Bagnols-sur-Cèze.

François de Closets entreprend une carrière d’écrivain en 1969 après son éviction de l’ORTF. Ses deux premiers ouvrages sont consacrés à l'aventure spatiale : L'Espace terre des hommes (Tchou) et La Lune est à vendre (Denoël) en 1969. Dans ce dernier, il annonce la fin des vols habités en direction de la Lune.
En 1970 paraît son premier essai En danger de progrès, consacré aux risques d’un progrès incontrôlé. En 1974, il publie Le Bonheur en plus, qui dénonce les illusions du progrès technique. Sorti au lendemain du premier choc pétrolier, c'est son premier succès de librairie. En 1977, La France et ses mensonges ouvre la série de ses études consacrées à la société française. Il aborde un certain nombre de dossiers « tabous », le Concorde, l’alcoolisme, l'argent, etc.
En 1978 et 1979, les nouvelles d'anticipation écrites pour son émission radiophonique sont reprises dans les deux tomes des Scénarios du futur. De son expérience télévisée, il tire en 1980 un essai, Le système EPM, plaidoyer pour une télévision qui soit, tout à la fois, populaire et de qualité.

Au printemps 1982 sort Toujours plus !, essai consacré au « néocorporatisme » censé ronger la société française. Le best-seller devient un fait de société : 850 000 exemplaires sont vendus en édition courante et autant en édition de poche. Il y écrit : 

« Nous pouvons nous passer de journalistes, de médecins, de professeurs, de fonctionnaires, de cadres et d’ingénieurs, pas de créateurs d’entreprise. Aussi longtemps que la France misera sur l’économie de marché, elle devra tout faire pour favoriser les candidats à la fortune capitaliste. Et tant mieux s’ils ramassent de gros dividendes. Il faut que l’audace paie. »

En 1985, Tous Ensemble, sous titré « Pour en finir avec la syndicratie » propose une analyse critique du système social français ; le livre obtient le prix Aujourd'hui.
En 1988, il préside la commission Efficacité de l'État dans le cadre du commissariat général au Plan. Le rapport final, « Le pari de la responsabilité », inspirera la politique du gouvernement sur le renouveau du service public.
En 2004, il publie une biographie d'Albert Einstein, Ne dites pas à Dieu ce qu'il doit faire.
En 2006, son nouvel essai Plus Encore ! — le nouveau Toujours plus ! — est vendu à plus de 150 000 exemplaires. Et, en 2008, Le Divorce français propose, à partir de l'étude d'un certain nombre de dossiers, une analyse sur le fossé qui se creuse entre les élites et le peuple.
En 2009 paraît Zéro faute, consacré à la crise de l'orthographe, livre qui soulève de nombreuses polémiques.[réf. nécessaire]
En 2019-2020, il coscénarise avec Éric Corbeyran une bande dessinée en deux volumes, illustrée par Éric Chabbert, Les Guerres d'Albert Einstein,.
En 2022, son essai La Parenthèse boomers dénonce ce qu'il nomme les excès de cette génération aux commandes du pays entre 1970 et 2020, et propose des solutions pour « réconcilier les générations », notamment pour mieux prendre en charge les personnes très âgées et dépendantes[réf. nécessaire].

### Vie privée
Le 26 février 1957 dans le 2e arrondissement de Paris, il épouse la comédienne Danièle Lebrun, avec qui il a un fils, Serge (1964-2014). Remarié le 14 mars 1970 avec la journaliste littéraire Janick Jossin, il a deux autres enfants : Régis et Sophie. Celle-ci, après avoir été directrice des éditions Fayard, est, depuis juillet 2022, présidente-directrice générale des éditions Flammarion.
Il est membre du comité d'honneur de l'Association pour le droit de mourir dans la dignité (ADMD).

## Publications
- 1969 : L'Espace Terre des hommes (Tchou) et La Lune est à vendre (Denoël), consacrés à la conquête spatiale.
- 1970 : En danger de progrès (Denoël)
- 1974 : Le Bonheur en plus (Denoël)
- 1977 : La France et ses mensonges (Denoël)
- 1978 et 1979 : Scénarios du futur (2 tomes) (Denoël)
- 1980 : Le Système EPM, analyse critique de la télévision (Grasset)
- 1982 : Toujours plus (Grasset)
- 1985 : Tous ensemble (Grasset)
- 1989 : Le Pari de la responsabilité (Payot)
- 1990 : La Grande Manip (Seuil) ; consacré à l’instrumentalisation des grandes valeurs par le système politique.
- 1992 : Tant et plus (Grasset-Le Seuil) ; dénonciation du gaspillage de l'argent public.
- 1996 : Le Bonheur d'apprendre et comment on l'assassine (Seuil) ; consacré aux problèmes de l’éducation.
- 1998 : Le Compte à rebours (Fayard) ; radiographie de la crise française et des risques qu’elle comporte.
- 2000 : L'Imposture informatique (Fayard), coécrit avec Bruno Lussato ; dénonciation du monopole de Microsoft sur la micro-informatique.
- 2001 : La Dernière Liberté (Fayard) ; plaidoyer pour le droit de chacun à décider de sa fin de vie ; rééd. Livre de poche, 2003  (ISBN 2-253-15598-5)
- 2004 : Ne dites pas à Dieu ce qu'il doit faire (Seuil)  (ISBN 2-02-063883-5), biographie d'Albert Einstein
- 2005 : Une vie en plus, coécrit avec Joël de Rosnay et Jean-Louis Servan-Schreiber (Seuil) ; consacré aux problèmes de la longévité.
- 2006 : Plus encore (Fayard/Plon)  (ISBN 2-213-62938-2)
- 2008 : Le Divorce français (Fayard)  (ISBN 978-2-213-63632-0)
- 2009 : Zéro faute : 'orthographe, une passion française (Éditions Mille et une nuits)  (ISBN 2-7555-0136-7) ; consacré à l'histoire du français et à la crise présente de l'orthographe.
- 2011 : L’Échéance : Français, vous n'avez encore rien vu, avec Irène Inchauspé (Fayard)
- 2012 : Le monde était à nous, Fayard, autobiographie
- 2013 : Maintenant ou jamais, Fayard  (ISBN 978-2-213-67822-1)
- 2015 : La France à quitte ou double, Fayard  (ISBN 978-2-213-68650-9)
- 2016 : Ils ont écrit ton nom, liberté, Fayard  (ISBN 978-2-213-70121-9)
- 2019 : Les Guerres d'Albert Einstein avec Éric Corbeyran et Éric Chabbert (ISBN 9782017076285)
- 2022 : La Parenthèse boomers, Fayard  (ISBN 978-2213721934)

### Documentation
- François de Closets (interviewé) et Antoine Béhoust, « Et Einstein descendit aux enfers », Casemate, no 129,‎ octobre 2019, p. 12-16